# فاير شاير
فاير شاير وتعني مشاركة الحصة، وهي مؤسسة خيرية تهدف لحل مشكلة فقر الغذاء وتقليل مخلفات الطعام في المملكة المتحدة. ويتم ذلك عن طريق انقذ بقايا الطعام ذات الجودة الجيدة والتي كانت ستؤول إلى أن تكون من المخلفات، ثم يتم إرسالها إلى قرابة 10000 جمعية خيرية واجتماعية في أنحاء المملكة المتحدة.
فاير شاير تعيد توزيع الطعام وهو في أفضل حالاته وذلك قبل انتهاء فترة صلاحيته، في يوليو 2017 قامت فاير شاير بإنقاذ 17000 طن من الطعام والذي كان مصيره اما المهملات أو مدافن النفايات. فاير شاير تعمل مع كل قطاعات سلسلة الإمداد؛ منتجين، ومصنعين وتجار التجزئة. كل محلات تجارة التجزئة الرئيسيين في المملكة المتحدة قاموا بتشجيع الموردين على العمل مع فاير شاير لتقليل هدر الطعام. كذلك تقوم بإدارة متجرين بالتعاون مع سينسبري وتيسكو. في فبراير 2018، أعلنت المؤسسة عن شراكة لمدة ثلاث سنوات تقدر ب 20مليون يورو مع كلا من أسدا و تراسل تراست بهدف مساعدة أكثر من مليون شخص للخروج من فقر الطعام خلال الثلاث سنوات القادمة.
فاير شاير ساهمت في أكثر من 36,7 مليون وجبة في يونيو 2016، والذي يعادل إطعام 773000 شخص خلال أسبوع. الطعام الذي تقوم فاير شير بتوفيره يسمح لقطاع الأعمال الخيرية بتوفير 28,8 مليون جنيه أسترليني سنويا. يتم توصيل هذا الطعام إلى قطاع عريض من المؤسسات الخيرية والمجتمعية في أنحاء المملكة المتحدة وتشمل ملاجئ المشردين، ملاجئ النساء ونوادي الإطار الأطفال.